# Modulator
Modulator – układ elektroniczny lub optoelektroniczny, który realizuje proces modulacji. Modulator jest urządzeniem o dwóch wejściach: jedno dla sygnału, który nazywa się sygnałem nośnym lub falą nośną (najczęściej, choć niekoniecznie jest to sygnał o wielkiej częstotliwości) oraz drugie wejście dla sygnału modulującego (najczęściej sygnału małej częstotliwości), który bywa również nazywany sygnałem informacyjnym. Na wyjściu modulatora pojawia się sygnał zmodulowany. 
W zależności od funkcji (rodzaju modulacji) można wyróżnić:
- modulator amplitudy,
- modulator częstotliwości,
- modulator fazy,
- modulator szerokości impulsów,
- modulator położenia impulsów,
- modulator kluczujący.

## Przykłady
- Modulator amplitudy zrealizowany przy pomocy operacji mnożenia. Sygnałem nośnym może być fala sinusoidalna o częstotliwości radiowej, a sygnałem modulującym może być sygnał foniczny, jak mowa i muzyka. Taki modulator ma zastosowanie w transmisji radiowej. Sygnał modulujący może mieć też postać pojedynczego tonu o częstotliwości akustycznej. Taki rodzaj sygnału jest wykorzystywany w telegrafii przez krótkofalowców.

- Modulator kluczujący, komutujący na swoje wyjście jeden z dwóch sygnałów o różnych częstotliwościach, w zależności od informacji binarnej (0 lub 1) zawartej w sygnale informacyjnym. Taki modulator był wykorzystywany w latach 80. XX wieku do zapisu kodu programów komputerowych na magnetofonach kasetowych.